# Sarcos
Sarcos är ett amerikanskt företag, dotterbolag till Raytheon Company, som utvecklar exoskelett åt amerikanska armén. Första leveransen för vidare utvärdering och praktiska prov i fält förväntas ske år 2008. Konstruktionen förväntas få stor betydelse för uthållighet i fält och drivs av en förbränningsmotor som förser elektronik och motorer med ström.
Sarcos utvecklar även robotar.